# 尤金·史賴吉
尤金·龐杜蘭特·史賴吉（Eugene Bondurant Sledge，1923年11月4日—2001年3月3日）是一名美國的名教授與作家，出生於阿拉巴馬州的一個富裕家庭。他描述參與第二次世界大戰經歷的回忆录《老兵长存》，被拍攝成著名迷你電視剧《太平洋战争》。

## 生平
尤金·史賴吉的親戚及長輩幾乎都有參加南北戰爭時期支持使用黑奴的美利堅邦聯。他的父親是名醫生，曾在第一次世界大戰中擔任軍醫。第二次世界大戰期间，尤金本已就读于马里昂军事学院，但害怕赶不上参战，而退学加入海军陆战队。因為心臟有雜音，他從軍的計畫还一度受阻，直到1942年末才順利地加入海軍陸戰隊。戰後他獲得生物學博士，終其一生都在大學授課。1989年，他被马里昂军事学院授予荣誉上校军衔和学位。2001年去世。

## 服役部隊
尤金服役於美國陸戰1師5團3營K連，他在陸戰隊學校學的是操作迫擊炮，是一名迫炮兵。

## 著作
著有戰爭回憶錄《老兵長存》。於1981年出版。

## 影响
根据尤金·史赖吉的回忆录《老兵长存》，著名导演斯蒂芬·斯皮尔伯格与影星汤姆·汉克斯历时7年时间，将其拍摄制作成HBO著名迷你剧《太平洋》，尤金·史赖吉则由出演过《侏罗纪公园》的男影星約瑟夫·馬傑羅饰演。